# Itasy (jezero)
Itasy, kratersko jezero na Madagaskaru smješteno u regiji Itasyju (provincija Antananarivo), 25 km sjeverozapadno od grada Soavinandriane te oko 120 km u smjeru jugozapada od glavnog grada Antananariva.

## Hidrografija
Jezero Itasy je svojom površinom od 35 km²najveće od 20 manjih jezera nastalih otjecanjem lave s vulkana Itasy (1800 m) na masivu Itasyju. Protočno je slatkovodno jezero koje dobiva vode od rijeka Andranomene i Mariandranoa, ali i od manjih jezera na većoj nadmorskoj visini u svojoj okolini sustavom podzemnih kanala i vodopada, od brojnih gejzira i termalnih izvora te od oborinskih voda s planina koje ga okružuju. Vode jezera odlijevaju se kanjonom rijeke Lilyja u rijeku Sakai, koja je najveća pritoka rijeke Mahajilo (pritoke rijeke Tsiribihine) i preko nje u Mozambički kanal.
Na rijeci Lilyju nalaze se vodopadi Lily (francuski: Chutes de la Lily) koji se sastoje od dva vodopada. Prvi je visok 16 m i širok 35 m, a drugi je viši 22 m ali ne toliko širok. Južne i istočne obale jezera prelaze u močvaru punu šaša u kojoj obitavaju brojne ptice, od toga 10 endemskih vrsta koje žive samo na Madagaskaru.
Geološki sva jezera vulkanskog masiva Itasyja nastala su izlijevanjem lave iz vulkana Itasy prije 8 000 godina, koja je blokirala korita triju rijeka Kitomboloa, Andranomenae (Mazyja) i Mariandranoa (Matiandranoa) na putu prema zapadu. Uviru u rijeku Sakai, tako su vode tih rijeka ispunile ugasle kratere i udoline. Na taj način nastalo je i jezero Itasy, koje je u prošlosti bilo dva do tri puta veće nego danas.
Na jezeru je vrlo razvijeno ribarstvo, preko 3000 ribara živi na njegovim obalama. Najveće mjesto na njegovim obalama je Ampefy, koje se zbog blizina vodopada Lilyja razvija u turističko odredište. Na kraju jezera podignut je kip sv. Marije, koji simbolično označava geografsko središte Madagaskara. Na jezeru ima i otoka, od kojih je najneobičniji King s neobično pravilnim okruglim kamenim krugom u svojoj sredini.

## Turizam
Jezero Itasy je vrlo popularno izletište stanovnika Antananariva koji čine preko 60% njegovih posjetitelja kojih ipak nema puno, svega 200 običnim danom i oko 1 200 u vrijeme praznika.

## Vanjske poveznice
- The journey to the Itasy waters s portala virtualtourist  Arhivirana inačica izvorne stranice od 20. studenoga 2015. (Wayback Machine)
- Fotografije jezera Itasyja s portala Flickr
- Jezero Itasy na portalu Getamap